# 5517 Johnerogers
Az 5517 Johnerogers (ideiglenes jelöléssel 1989 LJ) a Naprendszer kisbolygóövében található aszteroida. Eleanor F. Helin fedezte fel 1989. június 4-én.